# Rhododendron pentandrum
Rhododendron pentandrum är en ljungväxtart som först beskrevs av Carl Maximowicz, och fick sitt nu gällande namn av Lyndley Alan Craven. Rhododendron pentandrum ingår i släktet rododendron, och familjen ljungväxter. Inga underarter finns listade i Catalogue of Life.

## Bildgalleri

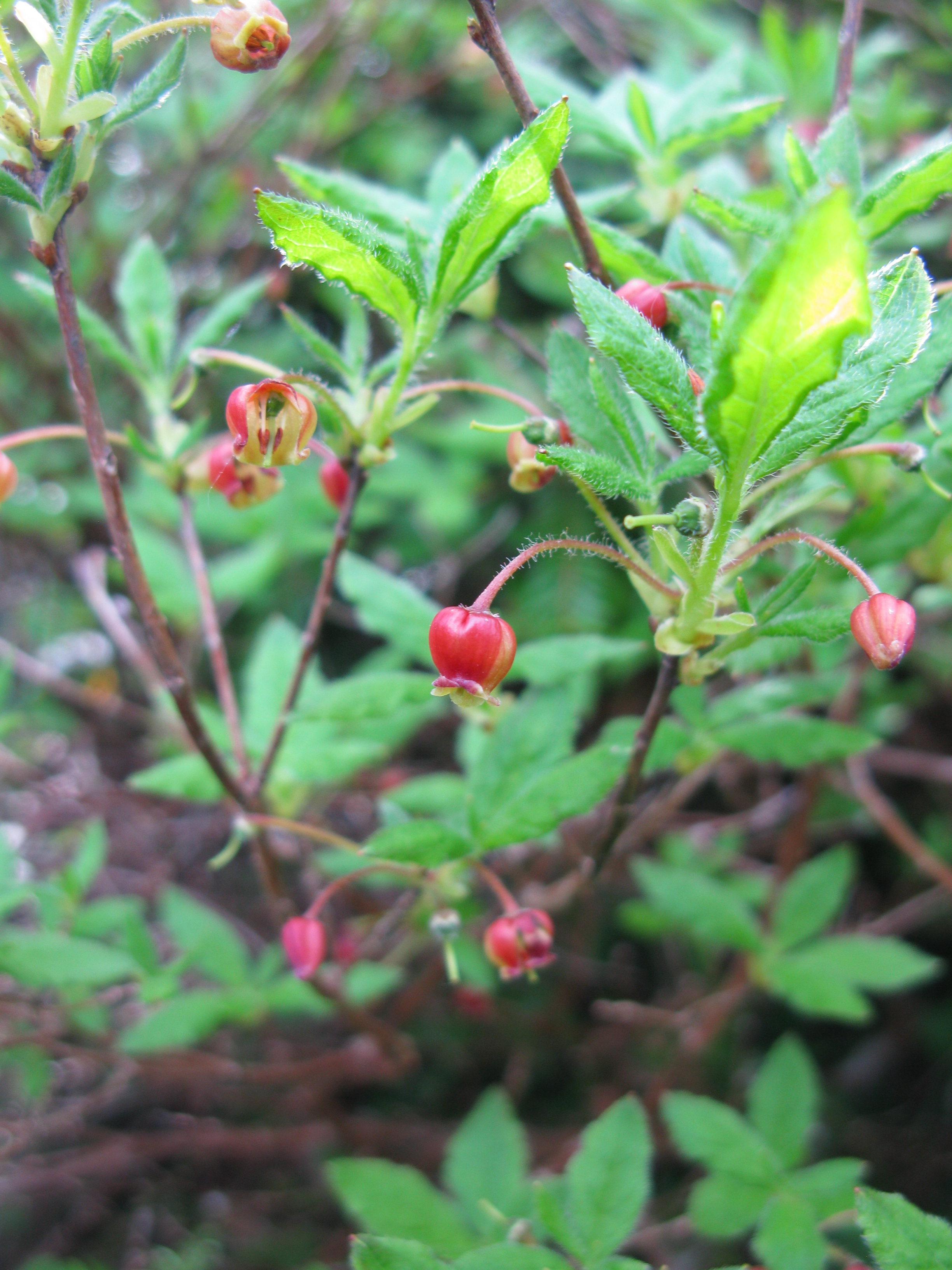
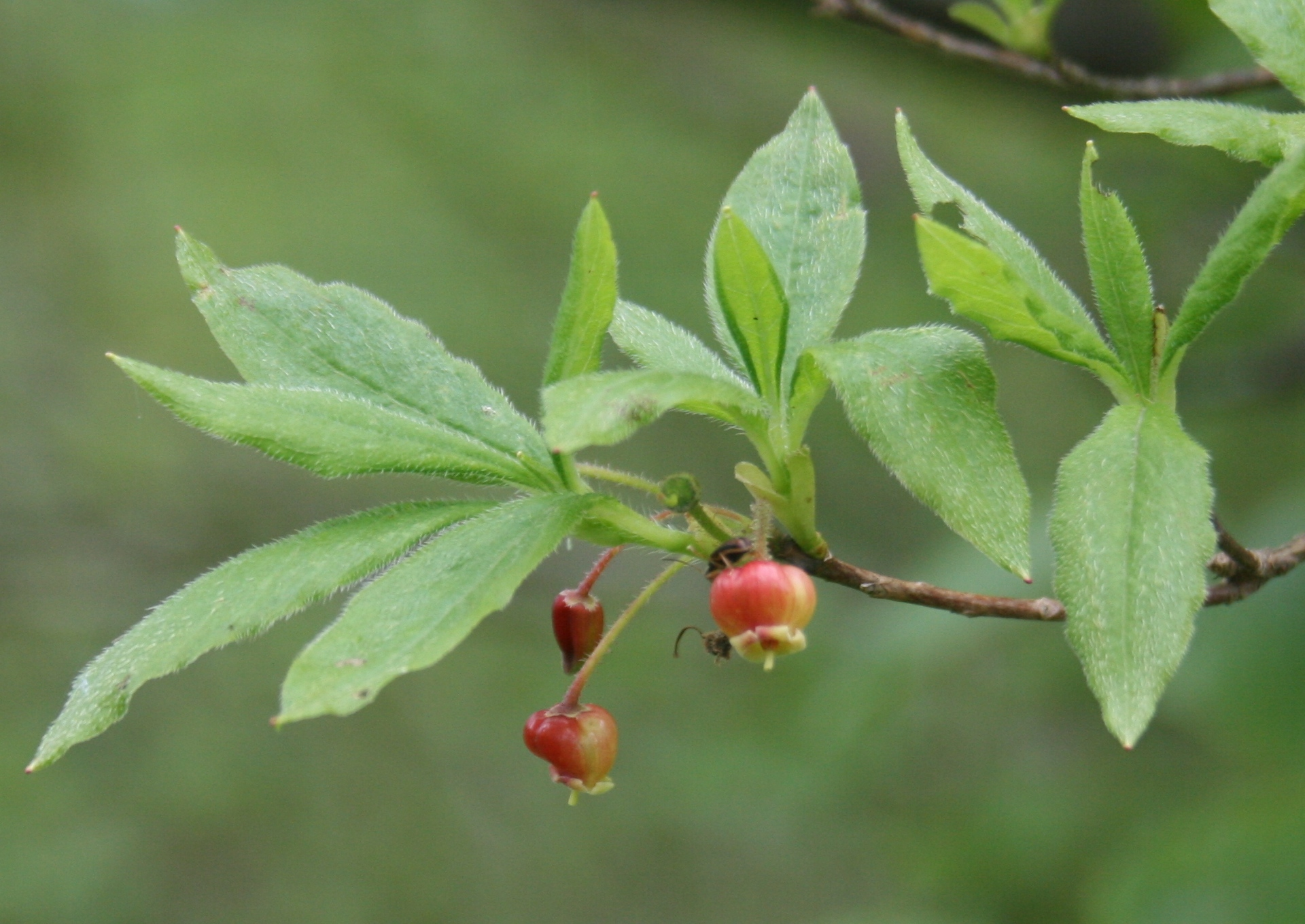
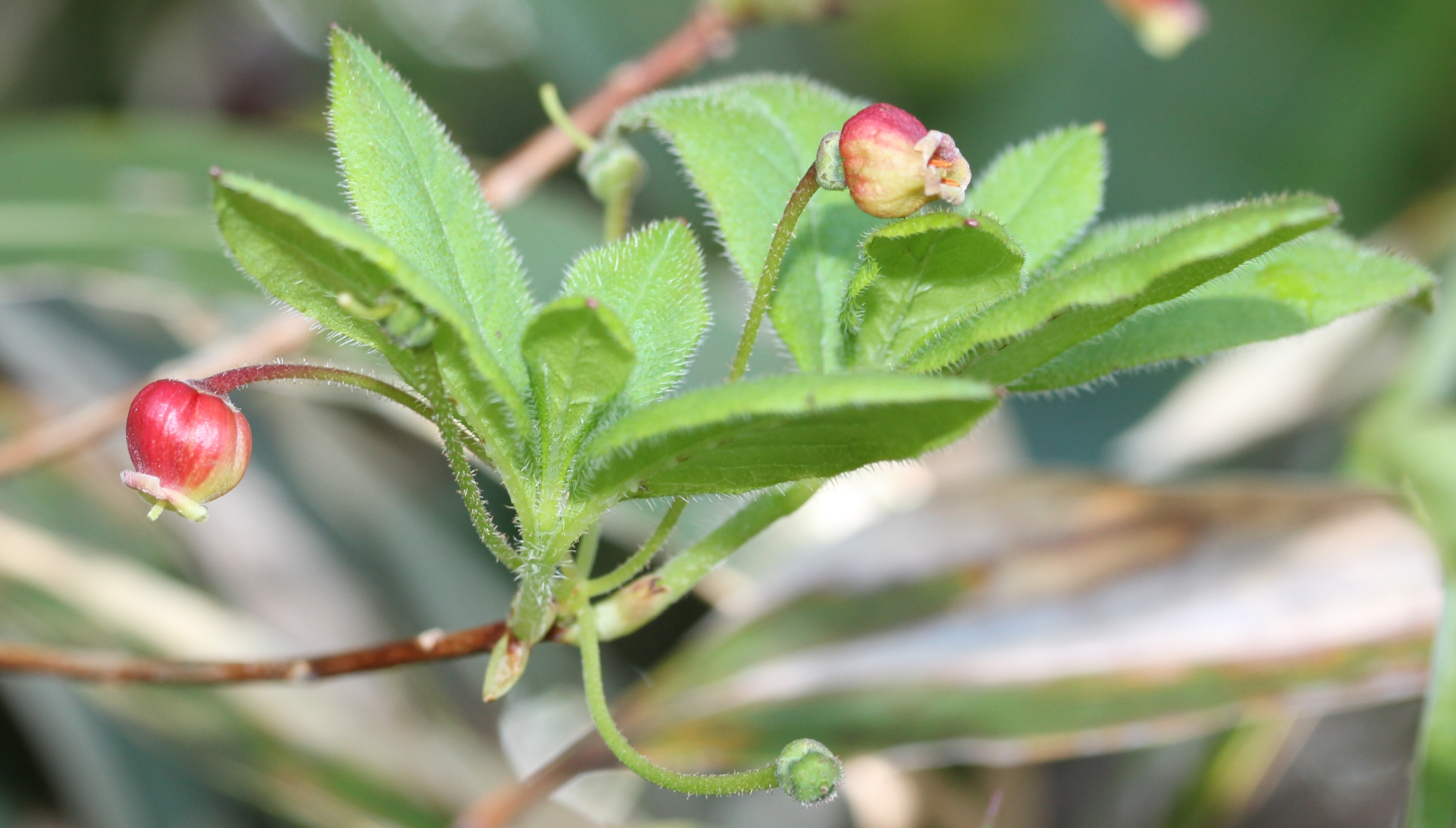
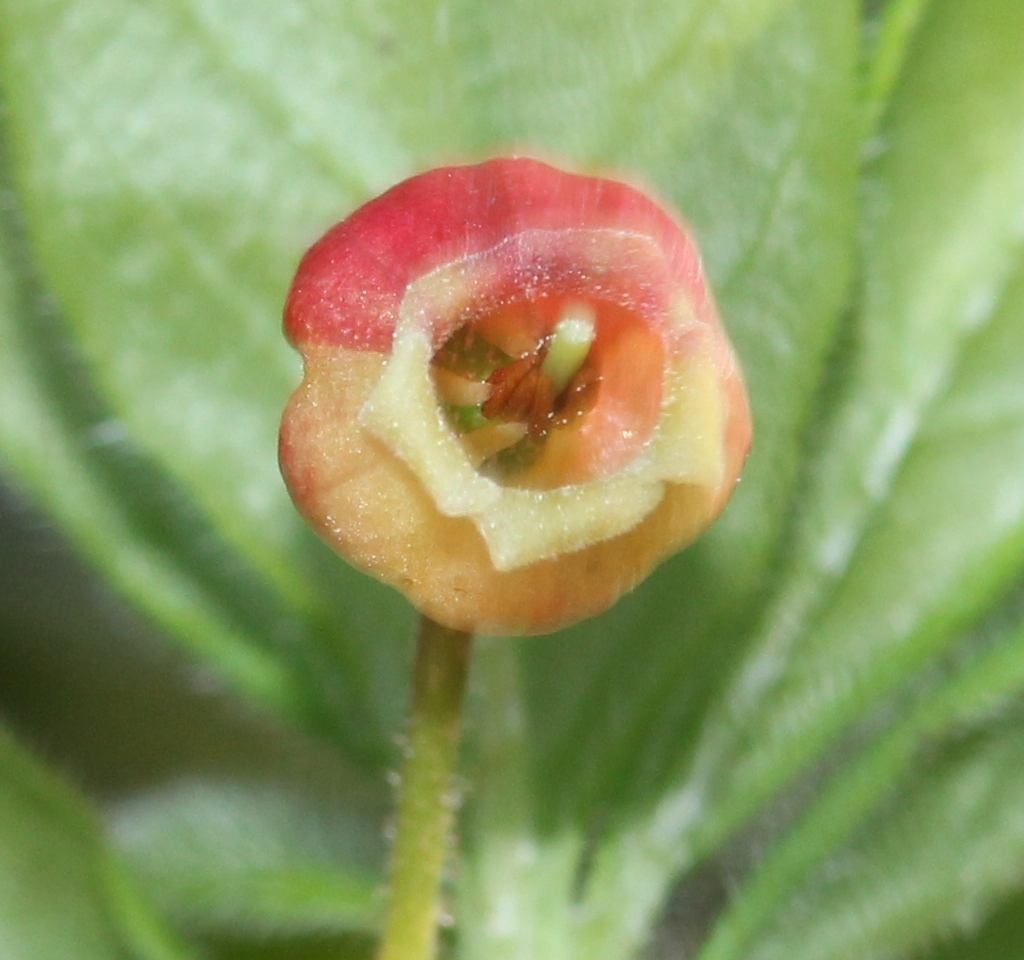